# Bryx dunckeri
Bryx dunckeri és una espècie de peix de la família dels singnàtids i de l'ordre dels singnatiformes.

## Morfologia
- Els mascles poden assolir 7,5 cm de longitud total.[4][5]

## Reproducció
És ovovivípar i el mascle transporta els ous en una bossa ventral, la qual es troba a sota de la cua.

## Hàbitat
És un peix marí de clima tropical.

## Distribució geogràfica
Es troba des del Canadà fins a Carolina del Nord (Estats Units), Bermuda, les Índies Occidentals, el nord de Sud-amèrica i les Petites Antilles.